# GFA League Second Division 1999/2000
Die Saison 1999/2000 der GFA League Second Division, der zweithöchsten Spielklasse im gambischen Fußball, wurde 2000 beendet.
Es spielten zehn Mannschaften in einer Hin- und Rückrunde um den Titel, so dass für jede Mannschaft 18 Spiele angesetzt waren. Aus der GFA League First Division sind zuvor die zwei Mannschaften Serekunda United und NPE Football Club abgestiegen und zur Liga dazu gestoßen. Aus der GFA League Third Division sind die zwei Mannschaften Rising Stars und Young Africans Football Club aufgestiegen.
Am Saisonende mussten die beiden Tabellenletzten Justice und NPE Football Club in die Third Division absteigen. Aufsteigen in die First Division durften die beiden in der Tabelle führenden Mannschaften Gamtel Football Club und Kaira Silo.
Eine Abschlusstabelle ist nicht belegt.

## Beteiligte Vereine
Alphabetisch sortiert
1. Gamtel FC
2. Justice
3. Kaira Silo
4. Latdior FC
5. NPE Football Club
6. Old Jeshwang
7. Rising Stars
8. Saraba FC
9. Serekunda United[Anmerkung 1]
10. Young Africans FC